# JWH-203
JWH-203 (1-пентил-3-(2-хлорфенилацетил)индол) — анальгетик, фенилацетилиндол, действующий как  каннабиноидный агонист с практически равным сродством с CB1 и CB2 рецепторами. Так, ингибиторная константа, показывающая степень сродства к CB1, составляет 8 нМ. Был создан химиком Джоном Хаффманом в экспериментальных целях, откуда и сокращение «JWH».